# 귀구궁
귀구궁 또는 속칭 됫박형은 귀에 아홉 개의 눈을 가진 궁도이다. 수읽기가 까다로우며, 패가 나는 것이 일반적이다.